# إبراهيم با

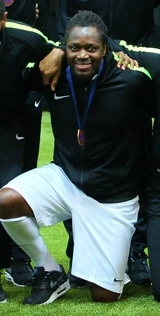

إبراهيم نغوم با (بالفرنسية: Ibrahim Ba) (12 نوفمبر 1973 -)، لاعب كرة قدم فرنسي.
ولد في داتو في السنغال، بدأ مسيرته الكروية مع نادي لو هافر في عام 1991، ولعب معهم حتى عام 1996، وشارك معهم في 128 مباراة وسجل 8 أهداف، وفي موسم 1996/1997 انتقل إلى نادي بوردو، ولعب معهم 35 مباراة وسجل 6 أهداف، وفي عام 1997 انتقل إلى نادي إيه سي ميلان الإيطالي، ولعب معهم حتى عام 2003، وشارك معهم في 56 مباراة وسجل هدف واحد، وفي موسم 1999/2000 أعير إلى نادي بيروجيا الإيطالي، ولعب معهم 16 مباراة وسجل هدف واحد، وفي موسم 2001/2002 أعير إلى نادي مارسيليا، ولعب معهم 9 مباريات، وفي موسم 2003/2004 انتقل إلى نادي بولتون واندررز الإنجليزي، ولعب معهم 9 مباريات، وفي عام 2004 انتقل إلى نادي كايكور ريزسبور التركي، ولعب معهم مباراتين، وفي عام 2005 انتقل إلى نادي ديورغاردنس السويدي، ولعب معهم 13 مباراة وسجل هدف واحد، وفي عام 2007 انتقل إلى نادي إيه سي ميلان الإيطالي واعتزل بعد موسم واحد.
و قد لعب مع منتخب فرنسا لكرة القدم بين عامي 1997 و1998، وشارك معهم في 8 مباريات وسجل هدفين.

## روابط خارجية
- إبراهيم با على موقع اتحاد تركيا (لاعب) (الإنجليزية)
- إبراهيم با على موقع قاعدة بيانات كرة القدم.إي يو (الإنجليزية)
- إبراهيم با على موقع ليكيب (الفرنسية)
- إبراهيم با على موقع ناشيونال فوتبول تيمز (الإنجليزية)
- إبراهيم با على موقع Soccerbase.com (لاعب) (الإنجليزية)
- إبراهيم با على موقع عالم كرة القدم.نت (الإنجليزية)